# John Carty
Pour les articles homonymes, voir Carty.
John Carty est un musicien traditionnel irlandais. Il joue du fiddle, du banjo, de la guitare et également de la flûte. Sa musique est influencée par le style traditionnel du nord Connacht (Sligo et Roscommon).

## Biographie
John Carty vient au monde à Londres, dans une famille de musiciens. Son père, John P. Carty, flûtiste et musicien multi-instrumentiste (banjo et fiddle), fait partie du Glenside Céilí Band de Londres (vainqueur du titre All-Ireland Fleadh en 1965 dans la catégorie Céilí band), dans les années 1960. Il prend ses premières leçons de musique avec Brendan Mulkere, figure des cercles irlandais de Londres.
À 16 ans, il joue dans des pubs londoniens, aux côtés des plus grands, dont Bobby Casey, Finbar Dwyer, Raymond Roland et Roger Sherlock. En 1991, il déménage à Boyle (comté de Roscommon) avec sa femme, Maureen, et publie peu après, en 1994, son premier album solo au banjo, The Cat that Ate the Candle.
En 1996, il enregistre un premier album au violon, Last Night's Fun. Puis en 1997, il crée le groupe At the Racket, avec lequel il publie deux albums, At the Racket et Mirth Making Heroes, tout en se produisant en Europe.
En 2000, il entame sa collaboration avec le guitariste Arty McGlynn et travaille à leur album commun, fiddle et guitare, Yeh, That's All It Is, bientôt suivi, en 2003 de At It Again.
En juillet 2005, c'est un disque de banjo et de guitare ténor qu'il publie, avec Alec Finn, Brian McGrath et Johnny McDonagh, sous le titre I Will If I Can.
En 2003, il est consacré Traditional Musician of the Year par la télévision irlandaise TG4.
Il se produit régulièrement avec Matt Molloy (flûtiste avec entre autres The Chieftains), ainsi qu'avec Patrick Street et De Dannan.
John Carty possède une copie française du début du XXe siècle d'un violon Stradivarius. Son premier banjo, un Paragon, date des années 1920, et lui fut donné par son professeur de musique Brendan Mulkere. Sa guitare est une Martin ténor, à 4 cordes, de 1949, et la flûte qu'il joue actuellement provient du luthier Eamonn Cotter.

## Discographie
- The Cat that Ate the Candle (1994) ;
- Last Night's Fun (1996) ;
- At the Racket, avec le groupe éponyme At the Racket (1997) ;
- Mirth Making Heroes, avec At the Racket (1997) ;
- Yeh, That's All It Is, avec Arty McGlynn (2000) ;
- At It Again, avec Arty McGlynn (2003) ;
- I Will If I Can, avec Alec Finn, Brian McGrath et Johnny McDonagh (2005) ;
- Upon My Soul (2006) ;
- It's Not Racket Science, avec At the Racket (John Carty, Brian McGrath, Seamus O’Donnell et Michael McCague - 2008) ;
- Pathway to the Well, avec Matt Molloy et Arty McGlynn, enregistrement en public dans le pub de Matt Molloy (2008) ;
- Meadbh -The Crimson Path, fruit de lcollaboration entre la poète Ann Joyce et John Carty (2011) ;
- At Complete Ease, avec Brian Rooney (2011).